# Salvatore Nocita
Salvatore Nocita est un metteur en scène italien né à Arcisate le 30 juillet 1934.
Il est aussi journaliste, producteur, scénariste et metteur en scène à la RAI, lauréat du Ruban d'argent, du festival des films du monde de Montréal, du festival cinématographique de Nice et du prix de la mise en scène télévisuelle attribuée par la critique télévisée italienne.

## Biographie
Il a travaillé à la RAI en qualité de journaliste et a collaboré aux émissions d’information comme Almanacco Cordialment TV7, et a réalisé une série d’enquêtes télévisées internationales. À partir de 1969, il s’est occupé de la production de fiction comme scénariste et metteur en scène et puis aussi comme producteur, .
Il a travaillé en qualité de scénariste pour des films tels que Exit, Aujourd’hui, Il colore della vita ou Una sola settimana d’amore. Comme réalisateur de fiction, il a aussi réalisé L’accademia di Venezia et visita guidata puis, en 1985, Guidarello Guidarelli, Ravenna fra Bizantino e Rinascimento. Il a étendu son activité à la réalisation de productions multimédia en collaborant à la production de CD Rom.
En 1998, il a réalisé une vidéo pour le compte de l’Assemblée Régionale, intitulée Cosi lontani, cosi vicini (« Si lointains, si proches ») sur le thème de l’immigration et de l’intégration. La projection de cette vidéo eut lieu lors de la Conférence Finale en présence du Président de la Chambre des Députés, On Violante. Le Conseil Régional en a édité par la suite 20 000 copies.
Toujours en 1998, il a produit pour la Direction Générale à l’Urbanisme de la Région Lombardie un CD Rom sur le Plan territorial et le paysagisme Régional.
En 2006, avec l'Officina de la communication, il a réalisé le documentaire Gente come noi, un film-documentaire sur la réalité bergamasque. Pour ce même organisme, il a rédigé un scénario pour un projet de série télévisée sur l’histoire de l’Italie depuis l’après guerre.

## Filmographie
Il a réalisé 21 films, séries et miniséries :
- 1972 : I Nicotera (it), écrit par Arnaldo Bagnasco
- 1975 : Gamma, mini-série de science-fiction
- Ligabue, en collaboration pour le scénario avec Cesare Zavattini et Arnaldo Bagnasco (gagnant du Festival Cinématographique International de Montréal, de Nice et de Bruxelles)
- 1977 : La commediante veneziante (it) (« La comédienne vénitienne »), en collaboration pour le scénario avec Vittorio Bonicelli
- Gli irreperibili (« Les Introuvables »), à l’occasion du Prix Nobel attribué à Henrich Boll, auteur de la pièce de théâtre homonyme, interprété par Bruno Ganz et Anna Maria Guarnieri
- Il giudice (« Le Juge »), minisérie en six parties extraites des récits de Durenmatt
- 1981 : Storia di Anna  (gagnant du Festival Cinématographique International de Nice)
- 1983 : Tre anni (« Trois années »), adaptation de la nouvelle homonyme de Tchekhov, revisitée par James Joyce
- 1983 : Piccolo mondo antico (« Petit monde antique »), adaptation du roman du même nom d'Antonio Fogazzaro, réduit et réalisé en collaboration avec Vittorio Bonicelli
- 1985 : Olga e i suoi figli (« Olga et ses fils »), en collaboration pour le scénario avec Arnaldo Bagnasco et avec la supervision scientifique de Vittorino Andreoli
- Un crimine, adaptation du roman policier « Un crime » de Georges Bernanos dont le scénario est écrit en collaboration avec Vittorio Bonicelli
- 1989 : I promessi sposi (« Les Fiancés »), scénario écrit en collaboration avec Enrico Medioli et Roberta Mazzoni